# Ceratina callosa
Ceratina callosa là một loài Hymenoptera trong họ Apidae. Loài này được Fabricius mô tả khoa học năm 1794.